# Henryk Połchowski
Henryk Połchowski (ur. 1 czerwca 1952 w Sianowie) – polski dziennikarz, poeta, pisarz, komandor podporucznik Marynarki Wojennej, urzędnik samorządowy.

## Życiorys
Ukończył studia na Uniwersytecie Gdańskim – magisterskie na kierunku filologia polska, podyplomowe w Instytucie Filozofii i Socjologii. Jest też absolwentem kursu dziennikarskiego zorganizowanego przy Stowarzyszeniu Dziennikarzy Polskich. 
Pracował w czasopiśmie Marynarki Wojennej „Bandera”, gdzie w latach 1986–1996 był najpierw kierownikiem działu łączności z czytelnikami, a później zastępcą redaktora naczelnego. Po odejściu z wojska redagował regionalne czasopisma w Wejherowie, m.in. biuletyn informacyjny wejherowskiego Urzędu Miejskiego „Nowiny”, „Echo Wejherowa”, „Gryf Wejherowski” oraz „Goniec Rumski” – lokalne dodatki do „Dziennika Bałtyckiego”, w którym był sekretarzem wejherowskiego oddziału. W różnych okresach współpracował też m.in. z Tygodnikiem Wojsk Lotniczych i Wojsk Obrony Powietrznej Kraju „Wiraże”, „Przeglądem Morskim”, „Polską Zbrojną”, „Gazetą Drzewną. Holzzentralblatt Polska” oraz „Panoramą Powiatu Wejherowskiego”.     
W latach 2007–2015 był członkiem jury Wejherowskiego Konkursu Literackiego „Powiew Weny”. Jego wiersze były drukowane w „Świecie Młodych”, „Dzienniku Bałtyckim”, „Banderze”, w „Antologii Poetów Ziemi Wejherowskiej” (zeszyty II i III, IV, VI, VII, VIII), w almanachu pokonkursowym "Gniewińskie Pióro 2011" (gdzie otrzymał nagrodę specjalną za wiersze o ziemi gniewińskiej). Autor recenzji wewnętrznych w tomikach wierszy gdyńskiego poety kmdr. lek. med. Zbigniewa Jabłońskiego: w Wierszach Helskich (1993), w Rapsodii Gdyńskiej (1997, 2021 – Słowo Gdynia działa jak narkotyk – wyd. polsko-angielskie), w Wierszach z... mieszanych (Gdynia 2019 – Oddech morza i erotyki w poezji Zbigniewa Jabłońskiego) oraz powieści Notatnik głupiego palanta. Obrazki z życia (Gdynia 2006, wojsko-seks-medycyna). Członek Zrzeszenia Kaszubsko-Pomorskiego, oddział Wejherowo. Zasiada też w Zarządzie wejherowskiego oddziału Związku Inwalidów Wojennych Rzeczypospolitej Polskiej. 
Henryk Połchowski mieszka w Wejherowie od 1979 roku. Obecnie pracuje jako inspektor Wydziału Kultury, Spraw Społecznych, Promocji i Turystyki Urzędu Miejskiego w Wejherowie. 

## Odznaczenia, nagrody i wyróżnienia
- Złoty Krzyż Zasługi (1988)
- Nagroda Specjalna za wiersze o ziemi gniewińskiej w Ogólnopolskim Konkursie Literackim „Gniewińskie Pióro” (2011)[8].
- Nagroda Gryf Literacki 2014 za książkę Wojenne losy[9].
- Wyróżnienie (kategoria proza) w Wejherowskim Konkursie Literackim „Powiew Weny” (2016)[10] za opowiadanie pt. Jenny.
- Wyróżnienie w konkursie na tekst piosenki o Wejherowie (2016) za utwór Gdzie tak pięknie szumią drzewa[11].
- III nagroda (kategoria poezja) w Wejherowskim Konkursie Literackim „Powiew Weny” (2017) za zestaw wierszy[12].

## Książki
- Na łaskawym chlebie (wspomnienia sybiraka, współautor: Stanisław Świderski, bez ISBN, Wasilków 1993)[13].
- Wojenne losy (ISBN 978-83-7591-393-4, Wydawnictwo Region, Gdynia 2014)[14].
- Galapagos (tomik wierszy, bez ISBN, Wejherowo 2015)[15].
- Wrzask (ISBN 978-83-66052-68-0, powieść historyczna, Muzeum Piśmiennictwa i Muzyki Kaszubsko-Pomorskiej, Wejherowo 2020).
- Wejherowo czyta 75 lat. Zarys historii i działalności Miejskiej Biblioteki Publicznej w Wejherowie. (ISBN 978-83-940674-5-8, Drukarnia internetowa, Wejherowo 2021).